# 山本倉丘
山本 倉丘（やまもと そうきゅう、1893年10月12日 - 1993年9月5日）は、日本の日本画家。高知県幡多郡出身。本名は伝三郎。
四条派の伝統の上に近代的な様式を加えた花鳥画で知られ京都画壇の重鎮であった。

## 略歴
1893年2月17日、高知県幡多郡に生まれる。
1918年山本春挙（早苗会）に師事、1926年、京都市立絵画専門学校（現京都市立芸術大学）在学中に「麗日」が第7回帝展入選。1933年同校選科修了。同年、「菜園の黎明」が第14回帝展特選。
山本春挙没後の1939年、堂本印象（東丘社）に師事。
戦後は日展に出品を続けたほか、東丘社展・京展・関西展等で活躍。1958年の社団法人日展発足時に日展評議員就任。1966年「たそがれ」が第22回日本芸術院賞受賞。1954年日展参与。
1993年9月5日、心不全のため京都市上京区の西陣病院で死去、享年99。

## 受賞歴
- 1926年 - 第7回帝展入選（「麗日」）[1]
- 1933年 - 第14回帝展特選（「菜園の黎明」）[1]
- 1966年 - 日本芸術院賞（「たそがれ」）[1]
- 1978年 - 京都市文化功労者[1][2]
- 1984年 - 勲四等旭日小綬章
- 1988年 - 京都府文化賞特別功労賞[1]

美術人名辞典によれば京都府美術工芸功労者。

## 作品
- 「初夏」（1942年、東京国立近代美術館蔵）[7]
- 「燦」（1974年、京都国立近代美術館蔵）[8]
- 「山本倉丘画集」（1982年）[2]